# Filippo Savi
Filippo Savi (Parma, 29 gennaio 1987) è un ex calciatore italiano, di ruolo centrocampista.

## Carriera

### Club
È cresciuto nelle giovanili del Parma fin da bambino, nel gruppo in cui giocavano Giuseppe Rossi, Arturo Lupoli, Marco Rossi e Daniele Dessena.
Esordisce in Serie A il 23 aprile 2005 in Milan-Parma 3-0. Nella prima stagione di massima serie colleziona solo due presenze, ma viene schierato più volte in gare di Coppa UEFA e sarà protagonista della spedizione europea dagli ottavi fino alle semifinali (perse contro il CSKA Mosca). Nella sua seconda stagione di Serie A (2005/06) colleziona invece otto presenze, senza mai andare a segno.
I continui problemi fisici lo hanno costretto a trascorrere lunghi periodi in infermeria ed in convalescenza. Seppur giovanissimo, nel 2004 e nel 2005 ha dovuto affrontare due delicate operazioni al legamento crociato anteriore del ginocchio sinistro.
Per consentirgli di disputare più gare da titolare, nel gennaio 2007 viene girato in prestito al Monza in Serie C1, dove però non trova molto spazio (9 presenze, più le gare dei play-off, fra cui l'andata della finale vinta col Pisa 1-0, giocata da titolare).
Nella stagione successiva il Parma lo cede in prestito all'Arezzo, sempre in Serie C1, con cui disputa 19 gare. Nel luglio del 2008 passa in comproprietà alla SPAL, con cui disputa il campionato 2008-2009.
Nel giugno 2009 il Parma riscatta il suo cartellino per poi girarlo in prestito al Carpenedolo. Il ginocchio sinistro però lo costringe ad un'altra delicata operazione, la quarta, nel maggio 2010.
Nel gennaio 2011 si trasferisce con la formula del prestito al Crociati Noceto, squadra sciolta a fine stagione causa mancata iscrizione della società.
Nel mercato estivo del 2011 si trasferisce in Belgio, per giocare tra le file del Brussels. Nell'estate del 2012 torna in Italia, al Fidenza, ma già a dicembre si trasferisce al Bogliasco D'Albertis, squadra della Riviera di Levante genovese dell'omonimo comune sempre in Serie D. A fine stagione, anche a causa dei vari infortuni che ne hanno condizionato pesantemente la carriera, si ritira dal calcio giocato.
Nell'annata 2014-15 torna al calcio giocato nelle file del Lentigione, squadra dell'omonimo paese della bassa ovest reggiana, che disputa il campionato di Eccellenza, che vince disputando 29 partite dimostrando una ritrovata tenuta fisica.

### Collaboratore tecnico
Nel gennaio 2014 torna al Parma nel ruolo di collaboratore tecnico per il settore giovanile.

### Nazionale
Ha collezionato 23 presenze con 1 gol nelle giovanili azzurre: 9 presenze in Under 16, 6 presenze (1 gol) in Under 17, 5 presenze in Under 19 e 3 presenze in Under 20.